# Rik Wamelink
Rik Wamelink (Groenlo, 21 juni 1983) is een Nederlandse nieuwslezer.
Wamelink werkte bij de radioafdelingen van diverse lokale omroepen in Gelderland. In 2008 werd hij nieuwslezer bij persbureau Novum Nieuws. Twee jaar later stapte hij over naar ANP. Wamelink leest namens het ANP nieuws op diverse radiozenders, zoals: Radio 538, Q-Music, Sky Radio, BNR Nieuwsradio en Veronica. In 2009 en 2010 versloeg hij de Tour de France voor Novum Nieuws.